# Саудовско-тайваньские отношения
Саудово-тайваньские отношения — двусторонние дипломатические отношения между Тайванем и Саудовской Аравией. Саудовская Аравия и Тайвань (Китайская республика) имеют крепкие отношения на дипломатических, военных и коммерческих уровнях.

## Дипломатические отношения
После Второй мировой войны, Тайвань поддерживал дипломатические отношения только с несколькими странами Ближнего Востока, одной из которых была Саудовская Аравия.
Генерал мусульманского народа Хуэй, Ма Буфан был назначен первым послом Китайской Республики в Саудовской Аравии. Решение назначить посла было вызвано двумя причинами: первая — экономическая необходимость, поскольку Саудовская Аравия была крупнейшим поставщиком нефти на Тайвань, причем государственная китайская нефтяная компания Тайваня импортировала около 40 % своей нефти ежегодно из Саудовской Аравии. Поскольку Тайвань был сильно зависим от поставок нефти Саудовской Аравией, государство приложило значительные усилия для поддержания отношений. 
Вторая причина -  с 1949 года Саудовская Аравия была одной из самых влиятельных стран, признавших Тайвань Китайской Республикой, даже после того, как она потеряла свое место в Совете Безопасности ООН в 1971 году.
Саудовская Аравия перестала признавать Тайвань в июле 1990 года, когда та установила официальные дипломатические отношения с Китайской Народной Республикой.

## Военные отношения
С 1979 по 1990 годы вооруженные силы Тайваня участвовали в секретной программе военной помощи Йеменской Арабской Республике, известной как программа «Колокол мира» или «Программа великих пустынь» (大漠計畫) . Тайванцы пилотировали йеменские F-5 и зенитных батареи против южно-йеменских сил, состоящих из кубинских и советских военных. Программа завершилась в 1990 году, когда Саудовская Аравия отозвала свое дипломатическое признание Тайваня. Силы ROCAF принимали активное участие в боевых действиях с кубинскими и советскими войсками, и в течение всего этого времени они представляли собой ВВС Йеменской Арабской Республики. Тайваньские пилоты совершили несколько убийств, а радиолокационные команды ПВО и раннего предупреждения понесли потери от воздушных атак.

## Коммерческие отношения
Отношения между Тайванем и Саудовской Аравией на коммерческом уровне завязались примерно в 1965 году и изначально основывались на сельскохозяйственных отношениях. В качестве способа демонстрации выращивания риса, Тайвань направил сельскохозяйственные миссии в Саудовскую Аравию. В 1973 году две страны подписали соглашение о сельскохозяйственном сотрудничестве, в соответствии с которым Тайвань предоставил Саудовской Аравии ряд программ помощи в сфере ирригации, механизированного возделывания почвы, метеорологии, севооборота и технологии рыболовства. В 1978 году Тайвань начал оказывать техническую помощь в области здравоохранения, а также отправку в Саудовскую Аравию врачей и медсестер.
Тайвань также оказал значительную техническую помощь Саудовской Аравии. В 1973 году крупнейшая тайваньская строительная компания «Ret-Ser Engineering Agency» (RSEA) начала работы на 110-километровом шоссе Мекка-Хавия в Саудовской Аравии . Это привело к другим крупным проектам, таким как шоссе Шаар. Другие проекты включали в себя строительство промышленного парка и канализационной системы, морские и береговые работы в рамках программы расширения военно-морских сил Саудовской Аравии, а также жильё для Военной академии имени короля Абдул-Азиза и военного города короля Халида. По состоянию на 1984 год, общая стоимость проектов RSEA на Тайване составила 1,3 млрд. долл. США. Большую часть товарооборота между двумя странами составляла нефть из Саудовской Аравии, строительные материалы и товары народного потребления из Тайваня.

## Представительства
В Тайбэе, Саудовская Аравия представлена представительством, известным как «торговое представительство Саудовской Аравии в Тайбэе». Аналогичным образом, Тайвань имеет Тайбэйское представительство по экономике и культуре в Королевстве Саудовская Аравия в Эр-Рияде. 27 июля 2017 года Тайвань приостановил свое представительство в Джидде. Задача этого офиса была передана отделению в Эр-Рияде.